# Ongulkalven
Ongulkalven (sinngemäß aus dem Norwegischen übersetzt Kalb des Ongul (Angelhakens), englisch Ongulkalven Island) ist eine kleine Insel vor der Prinz-Harald-Küste des ostantarktischen Königin-Maud-Lands. Sie liegt 1,5 km westlich der Ongul-Insel in der Lützow-Holm-Bucht.
Norwegische Kartografen nahmen 1946 anhand von Luftaufnahmen der Lars-Christensen-Expedition 1936/37 eine Kartierung vor und gaben ihr ihren deskriptiven Namen aufgrund ihrer relativen geografischen Lage zur Ongul-Insel.